# Jošice
Jošice (cyr. Јошице) – wieś w Czarnogórze, w gminie Herceg Novi. W 2011 roku liczyła 411 mieszkańców.